# Zöllnerstraße (Weimar)

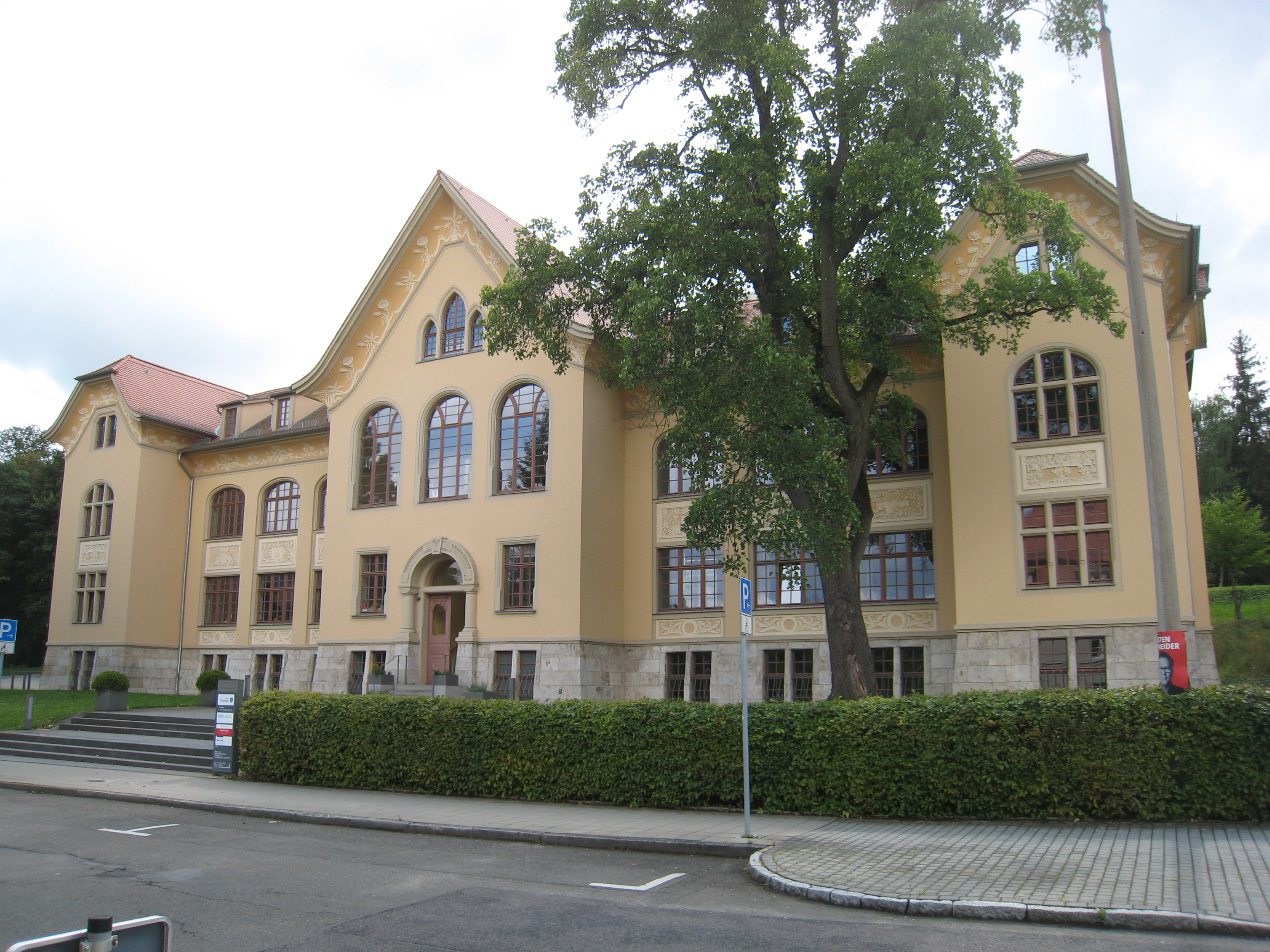
Thüringer Verfassungsgerichtshof im Max-Zöllner-Haus

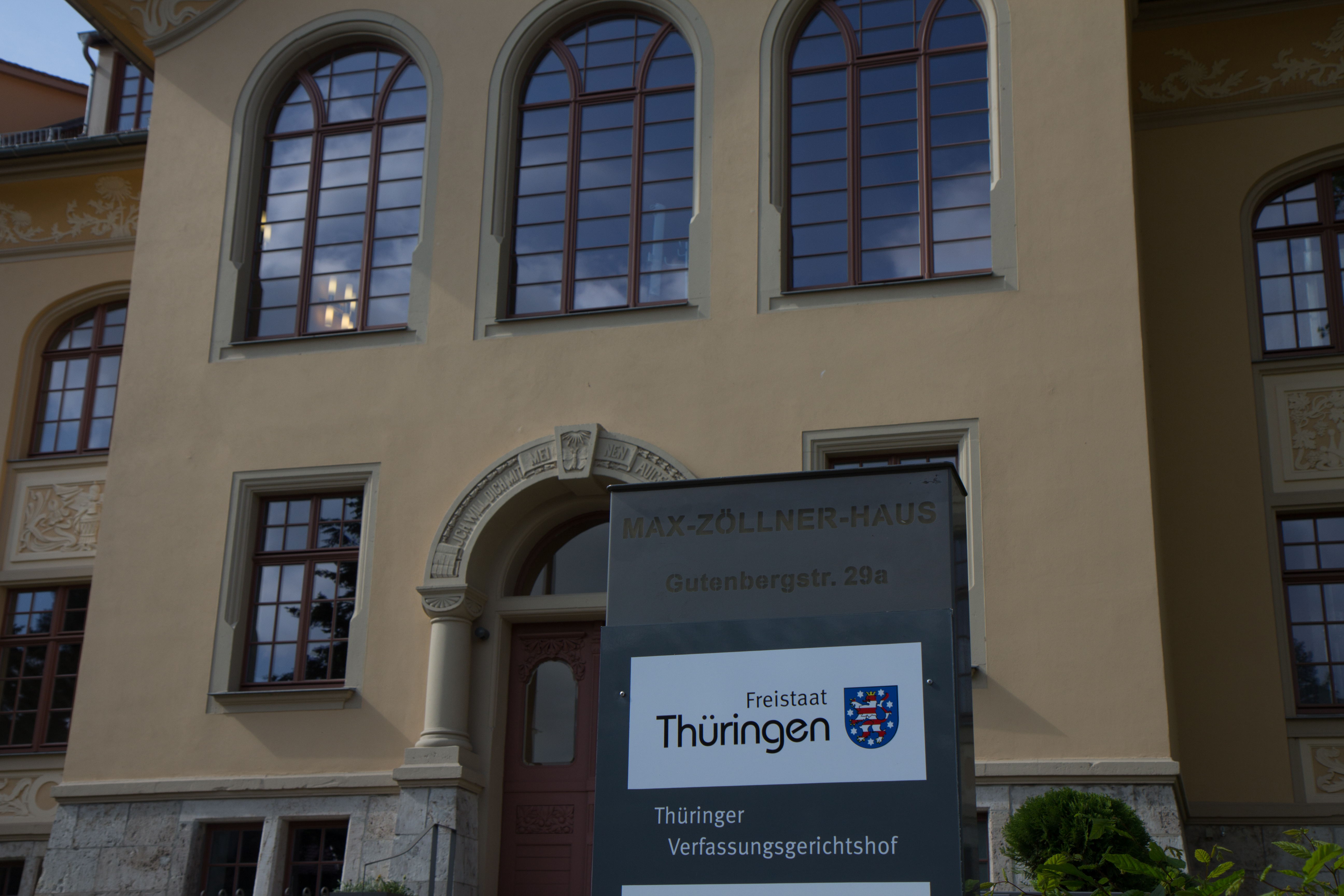
Eingangsbereich des Thüringer Verfassungsgerichtshof im Max-Zöllner-Haus

Im Bereich der südwestlichen Stadterweiterung Weimars liegt die Zöllnerstraße. Sie beginnt an der Trierer Straße in der Westvorstadt und geht fast bis zur Windmühlenstraße im statistischen Bezirk Schönblick. Sie endet an der Kreuzung der Straße Am Schönblick. Sie ist eine Anliegerstraße. Benannt wurde sie nach Johann Otto August Max Zöllner, dem „Wohltäter der Blinden und Taubstummen“, der 1896 mit nur 47 Jahren verstarb. Zöllner war Stadtgutsbesitzer in Weimar. Das Max-Zöllner-Haus hat die Anschrift Gutenbergstraße 29 a. Zöllner hatte sein Vermögen der Großherzoglichen Blinden- und Taubstummen-Anstalt zu Weimar überschrieben, die er testamentarisch zur Universalerbin machte. Entworfen wurde diese 1900/01 entstandene Villa vom Weimarer Baurat Carl Reichenbecher, die denkmalgeschützt ist. Hier befindet sich der Sitzungssahl des Thüringer Verfassungsgerichtshofes. Auch die zur Max-Zöllner-Stiftung gehörenden Gebäude in der Schwabestraße sind denkmalgeschützt. Zöllners Grab befindet sich auf dem Historischen Friedhof Weimar. Zöllner war zu seinen Lebzeiten im Haus Ackerwand 4 wohnhaft. Da Zöllner die "Großherzogliche Blinden- und Taubstummenanstalt" zu seiner Universalerbin machte, ging auch sein Wohnhaus an diese über.  Die Hausnummer 16 ist das Haus Muthesius, das Wohnhaus des Pädagogen Karl Muthesius, das sein Bruder Hermann Muthesius für ihn entworfen hatte.
Sie ist eine der das Hasenwäldchen begrenzenden Straßenzüge.
Die Zöllnerstraße steht mit den Nummern 8–16 auf der Liste der Kulturdenkmale in Weimar (Sachgesamtheiten und Ensembles). Auf der Liste der Kulturdenkmale in Weimar (Einzeldenkmale) steht u. a. die Nr. 28, das Blindenheim, Max-Zöllner-Stiftung. Außerdem stehen die Nummern 11, 13, 15, 16 und 17 auf der Liste. Dieses sind Villen.